# François van 't Sant
François van 't Sant (Den Helder, 11 februari 1883 - Rotterdam, 3 juni 1966) was een Nederlands hoofdcommissaris van politie, hoofd van de Centrale Inlichtingendienst (CID) en vertrouweling van de koninginnen Wilhelmina en Juliana.

## PTT
Van 't Sant werd geboren te Den Helder als zoon van de Nederlandse Hervormde dominee Laurens van 't Sant en diens echtgenote Néline François, zelf dochter van een predikant. Zijn jeugd bracht hij deels in Utrecht door, waar hij graag meeliep als agenten van bureau Museumbrug hun ronde deden. Zijn vader overleed in 1892. Hierdoor was er geen geld voor een universitaire studie. Na zijn middelbareschooldiploma te hebben gehaald werd Van 't Sant van 2 juni 1901 tot 1 mei 1906 klerk en telegraafbeambte bij de PTT in Twente. Als PTT-ambtenaar zou hij een zwendel met postzegels hebben opgelost. Zijn laatste standplaats was Almelo.

## Politie
Na tevergeefs te hebben geprobeerd bij de Utrechtse politie te komen, werd Van 't Sant in 1906 schrijver bij de politie van Rotterdam. Na een half jaar werd hij inspecteur der derde klasse, een bijzonder snelle promotie en in 1910 werd hij hoofd van het dan net gevormde korps Rivierpolitie. In 1914 werd hij door kapitein H.A.C. Fabius ingeschakeld als medewerker van de inlichtingendienst GS III die intensief samenwerkte met de Britse inlichtingendienst Secret Intelligence Service (SIS) onder Richard Bolton Tinsley. Tinsley en Van 't Sant woonden beiden aan de Heemraadssingel en waren ook bevriend. Hoewel Van 't Sant tevens contacten met Duitse spionnen onderhield, was het velen duidelijk dat GS III de facto een soort filiaal van SIS was dat ook door SIS werd gefinancierd. Als gevolg hiervan deden al tijdens de Eerste Wereldoorlog geruchten de ronde dat Van 't Sant corrupt was en zich liet betalen door de Engelsen.
In 1916 solliciteerde Van 't Sant op 33-jarige leeftijd naar de positie van hoofdcommissaris van politie te Utrecht. Hoewel er oudere sollicitanten waren kreeg hij de post. Hij voerde onder andere een achturige werkdag in en richtte een afdeling zedenpolitie op. In april 1918 kreeg hij via zijn Duitse contacten bij GS III het verzoek via Tinsley contact te leggen met de Britten voor vredesonderhandelingen tussen Duitsland en het Verenigd Koninkrijk.

## Escapades van Prins Hendrik
Met ingang van 25 oktober 1920 werd Van 't Sant hoofdcommissaris in Den Haag als opvolger van H.J. Versteeg. Hij kreeg toen onder meer te maken met een dossier over financiële verplichtingen die prins Hendrik, de echtgenoot van koningin Wilhelmina, was aangegaan in verband met buitenechtelijke kinderen. Inzake de door Hendrik verwekte zoon die door het leven ging als Pim Lier, halveerde Van 't Sant de maandelijkse toelage van duizend gulden. In zijn eigen woning, Huize Windekind, arrangeerde hij voor Hendrik ontmoetingen met prostituees, zodat hij over Hendriks seksuele escapades enig overzicht behield.

## Affaire Le Roi
Van 't Sant raakte in de jaren dertig in opspraak door de affaire 'Elisabeth le Roi'. De exacte toedracht is nooit duidelijk geworden. Vermoedelijk had Van 't Sant de dame van deze naam zelf verzonnen om de nabestaanden van de Nederlandse gezant te Brussel te chanteren met een buitenechtelijk kind. Zelf beweerde Van 't Sant tegenover Lou de Jong dat hij het door de familie van de gezant betaalde bedrag nodig had als zwijggeld voor een van de buitenechtelijke relaties van prins Hendrik.

## Secretaris van de koningin en vertrouweling van het hof (1935-1963)

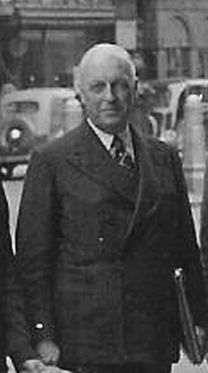
François van 't Sant op St James's Street, Londen, vlak bij St. James's Palace, juni 1946

Per 1 januari 1935 werd hem eervol ontslag verleend, waarna hij in dienst trad bij koningin Wilhelmina als haar particulier secretaris tegen een salaris van twaalfduizend gulden per jaar - meer dan hij als hoofdcommissaris had verdiend. De affaire-Le Roi werd in 1938 geseponeerd, omdat er geen bewijzen waren gevonden dat Van 't Sant strafbare feiten had gepleegd.
Op 13 mei 1940 scheepte hij zich in op hetzelfde schip als koningin Wilhelmina en stak over naar Londen. Zijn gezin bleef achter en zijn woning Huize Windekind werd later gevorderd door de Duitsers die er de Sicherheitsdienst (SD) onderbrachten; onder andere Friedrich Weinreb zou hier later worden verhoord. Eenmaal te Londen aangekomen werd Van 't Sant raadsadviseur bij het ministerie van Justitie en hoofd van de Centrale Inlichtingendienst (CID). Daarnaast bleef hij de particulier secretaris van de koningin. De opeenstapeling van functies leidde tot kritiek en op 14 augustus 1941 trad hij af als hoofd van de CID. Hij werd opgevolgd door Mattheus de Bruyne.
Op aandringen van de koningin werd Van 't Sant met ingang met 22 april 1942 benoemd tot hoofd van de afdeling Politie met de titel van Directeur van Politie. In 1944 werd hij onder druk van Winston Churchill, Anthony Eden en Pieter Gerbrandy door Wilhelmina ontslagen als haar secretaris. Per 1 maart 1946 werd hij op eigen verzoek ook eervol ontslagen als directeur van politie. Hij bleef in Engeland wonen. 
Sytze van der Zee schrijft in Harer Majesteits loyaalste onderdaan dat Engelandvaarder Erik Hazelhoff Roelfzema op 15 april 1947 Van 't Sant in diens woonplaats, het Engelse Mortimer, bezoekt met het verzoek of deze koningin Wilhelmina wil informeren dat het voormalig verzet had besloten op 24 april 1947 de regering van de KVP'er Louis Beel omver te werpen. Oud-oorlogspremier Pieter Sjoerds Gerbrandy zou tijdelijk de leiding op zich nemen. De aanleiding voor de coup vormde het Akkoord van Linggadjati over de onafhankelijkheid van het toenmalige Nederlands-Indië. Om de mensen in te prenten dat het ernst was, zou PvdA-voorzitter Koos Vorrink worden geliquideerd. Toen het coupplan uitlekte, besloot Gerbrandy de zaak af te blazen. De brief waardoor dit alles aan het daglicht kwam, kreeg de auteur van een kleinzoon van Van 't Sant. Bij verschijning van het boek veroorzaakte deze onthulling grote ophef in de media.
In 1952 keerde hij terug naar Nederland en vestigde zich in Rotterdam. Hij raakte, al snel weer adviseur van het hof, betrokken bij het conflict rond Greet Hofmans en genoot aanvankelijk het vertrouwen van zowel koningin Juliana als Prins Bernhard. Voor de Commissie Beel was hij een belangrijke informant.
Van 't Sant overleed te Rotterdam op 83-jarige leeftijd.

## Gezin
Van 't Sant was gehuwd met de Zweedse Kirstin Margaretha 'Grete' Jonsson, geboren uit een familie die rond Stockholm wasserijen bezat. Het paar had een dochter, Hannie Evelina (geb. 1915).

## In populaire cultuur
In de speelfilm Soldaat van Oranje (1977) komt hij voor als 'Van der Zanden'; gespeeld door Guus Hermus. Daarnaast speelt hij een grote rol in de televisieserie Wilhelmina van de NCRV uit 2001 en herhaald in 2006. Mark Rietman speelt Van 't Sant. De serie is gebaseerd op het gelijknamige toneelstuk Wilhelmina van Ton Vorstenbosch uit 1998.
In het boek De Moord op Mr. Jacques Wijsman van auteur Liz Luyben speelt Van 't Sant een belangrijke rol.
In de musical Soldaat van Oranje is de rol van Van 't Sant gespeeld door Nico de Vries, Bart de Vries, Edwin de Vries, Huub Stapel, Mark Rietman, Jaap Spijkers, Maarten Wansink, Harpert Michielsen, Raymond Paardekooper, Peter Bolhuis, Hajo Bruins, René van Zinnicq Bergmann, Peter Tuinman, Bert Geurkink, Genio de Groot en Tijn Docter.